# باراجیانو
باراجیانو (به ایتالیایی: Baragiano) یک کومونه در ایتالیا است که در استان پوتنزا واقع شده‌است. باراجیانو ۲۹ کیلومتر مربع مساحت و ۲٬۷۳۷ نفر جمعیت دارد و ۶۲۴ متر بالاتر از سطح دریا واقع شده‌است.

## خواهرخوانده
شهرهای Jalasjärvi و مورو لوکانو خواهرخوانده‌های باراجیانو هستند.